# 영주향교 대성전
영주향교 대성전(榮州鄕校 大成殿)은 대한민국 경상북도 영주시 하망동에 있는 건축물이다. 2012년 10월 22일 경상북도의 유형문화재 제456호로 지정되었다.

## 개요
향교는 공자와 여러 성현께 제사를 지내고 지방민의 교육과 교화를 위해 나라에서 세운 교육기관이다.
영주향교는 고려 공민왕 17년(1368)에 처음 지은 후 여러 차례 수리하였다．
지금 남아 있는 건물로는 대성전을 비롯하여 동무·서무, 명륜당, 동재와 서재, 존현당, 횡루, 전사청, 전곡청 등이다. 대성전은 총 6칸 규모의 건물로，지붕은 옆면에서 볼 때 사람 인(人)자 모양인 맞배지붕이다．지붕 처마를 받치기 위해 장식하여 만든 공포는 새 부리 모양으로 장식한 익공 양식으로 꾸몄다. 대성전에는 공자를 비롯한 중국과 우리나라 성현들의 위패를 모시고 있다．
조선시대에는 나라에서 토지와 노비·책 등을 지원받아 학생을 가르쳤으나, 지금은 교육 기능은 없어지고 제사 기능만 남아 있다.

## 사진

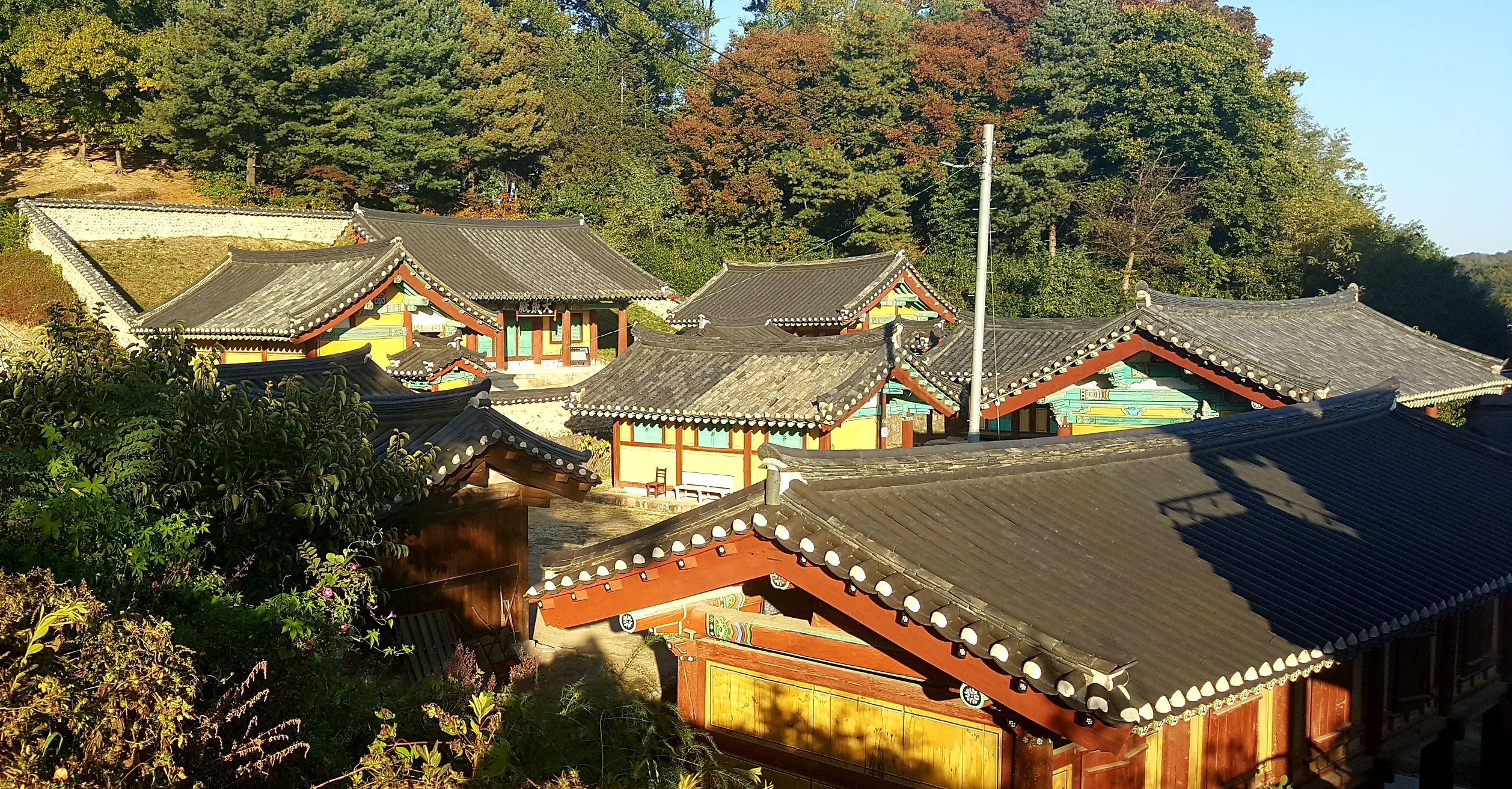
사진에서 좌측 끝에 대성전(大成殿)이라 써져있는 건물이 대성전이다.

## 참고 자료
- 영주향교 대성전 - 국가유산청 국가유산포털